# Samira Chhab
Samira Chhab (en arabe : سميرة شهاب) est une judokate marocaine.

## Carrière
Samira Chhab est médaillée de bronze dans la catégorie des moins de 72 kg aux Jeux de la Francophonie de 1994 à Paris.
Aux Championnats d'Afrique de judo 1997 à Casablanca, elle est médaillée d'or en plus de 72 kg et médaillée de bronze toutes catégories.
Aux Championnats d'Afrique de judo 1998 à Dakar, elle remporte deux médailles d'argent, en plus de 78 kg et en toutes catégories.
Elle obtient la médaille d'argent dans la catégorie des plus de 78 kg aux Jeux panarabes de 1999 à Amman.
Elle remporte la médaille d'argent dans la catégorie des plus de 78 kg et la médaille de bronze toutes catégories aux Championnats d'Afrique de judo 2002 se déroulant au Caire. Elle est ensuite médaillée de bronze dans la catégorie des plus de 78 kg ainsi que dans le tournoi toutes catégories aux Championnats d'Afrique de judo 2004 à Tunis.